# 帐殿夜警
帐殿夜警 是发生于康熙四十七年（1708年）农历九月康熙帝木兰秋狝中的一次事件。这次事件直接导致了太子胤礽被废除太子之位。

## 经过
八月十九（壬戌日），皇十八子胤祄因病情加重，一直留在永安拜昂阿地方（木兰围场中的小围场，今围场县腰站镇碑亭子村）接受治疗。康熙帝结束了他的巡游，回到了永安拜昂阿地方看望他。至康熙四十七年九月初二（乙亥日），皇十八子胤祄病危，料已无法挽救。康熙帝则继续行程，停留于布林哈苏台。
康熙四十七年九月初四（丁丑日），康熙帝于鹫和洛停留，并召集诸王、大臣、侍卫、文武官员等于行宫前，命皇太子胤礽跪听其罪状，并当众指责皇太子胤礽的不法行为。康熙帝在此次会议上详细列举了胤礽的诸多不当行为，包括肆意恶虐、暴戾淫乱、辱骂在廷诸王和大臣、专擅威权等，并表达了对他长期以来行为的忍耐与失望。最终，康熙帝做出了废除太子胤礽之位并将其圈禁的决定：
......今观允礽不法祖德。不遵朕训。惟肆恶虐众暴戾淫乱、难出诸口。朕包容二十年矣。乃其恶愈张。僇辱在廷诸王贝勒、大臣、官员、专擅威权。鸠聚党与。窥伺朕躬。....更可异者伊每夜逼近布城裂缝向内窃视....令朕未卜今日被鸩、明日遇害，昼夜戒慎不宁，似此之人，岂可付以祖宗弘业！......俟回京昭告于天地、宗庙、将允礽废斥。......著将允礽即行拘执。尔诸王大臣官员兵民等、以允礽所行之事、为虚为实、可各秉公陈奏。——康熙朝实录 卷之二百三十三
同日，皇十八子允祄薨逝。
对这一段记载，作家刘心武指出：“伊每夜逼近布城裂缝向内窃视”之记载可有两种断句：若是断句为“伊每夜逼近布城，裂缝向内窥视”，则想必是要持利器破开御帐，充满杀气。而如果断句为“伊每夜逼近布城裂缝，向内窥视”，则可能只是靠近御帐，用手拨开布幔。
此后，康熙帝在梦中连续见到了表情不悦的祖母孝庄皇太后和已故的胤礽生母赫舍里氏皇后。这期间，他又发现长子胤禔利用蒙古喇嘛巴汉格隆进行巫术，意图对胤礽施加影响。四个月后，康熙将胤礽复立为太子。
也有人认为：雍正登基后，对康熙时期的档案进行了大量修改。有关帐殿夜警的记录称，康熙曾在深夜感觉有人靠近御榻，并听到了声响。当胤礽被关押在宫中上驷院的临时帐篷时，他为自己辩解说：“如果皇父指控我其他罪行，我无话可说，但关于谋逆的指控，我绝无此意”。“帐殿夜警”事件可能是由于有人向康熙告发太子，在康熙情绪激动下，他可能未能冷静思考就做出了过激反应。